# Zamek w Hubkowie
Zamek w Hubkowie – ruiny zamku wybudowanego w XV wieku w Hubkowie na Wołyniu. Jego pierwszymi właścicielami byli Siemaszkowie, którzy mieli tu główną siedzibę.

## Historia

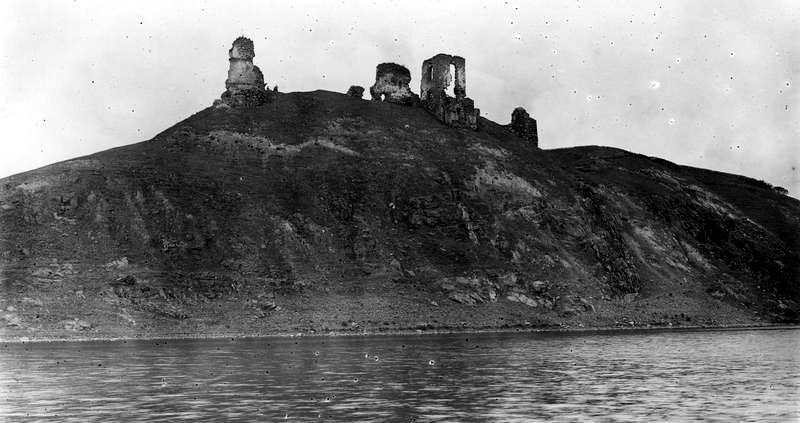
Zamek w l. 1918–1937

Zamek wzmiankowany w kronice z 1504 roku, więc prawdopodobnie późniejszy postawiono na miejscu warowni zniszczonej przez Tatarów. Zamek w stylu renesansowym zbudowany został w 1613 r. przez Konstantego Siemaszkę. W 1629 r. właścicielem zamku był Stanisław Daniłowicz, ożeniony z Maryną, córką Mikołaja Siemaszki, ostatniego z rodu właściciela warowni. W 1676 r. zamek, wniesiony jako wiano, należy do starosty lwowskiego Jana Cetnera a później w drodze ugody rodzinnej przeszedł na własność Teofili żony Józefa Felicjana Potockiego. Zamek był zamieszkały do 1708 r., kiedy to podczas III wojny północnej ostatecznie został zniszczony przez wojska szwedzkie. Potoccy nie odbudowywali już zamku tylko przenieśli się do pobliskich Siedliszcz i tam zbudowali nową siedzibę. Od tego czasu zamek niszczał.

## Architektura

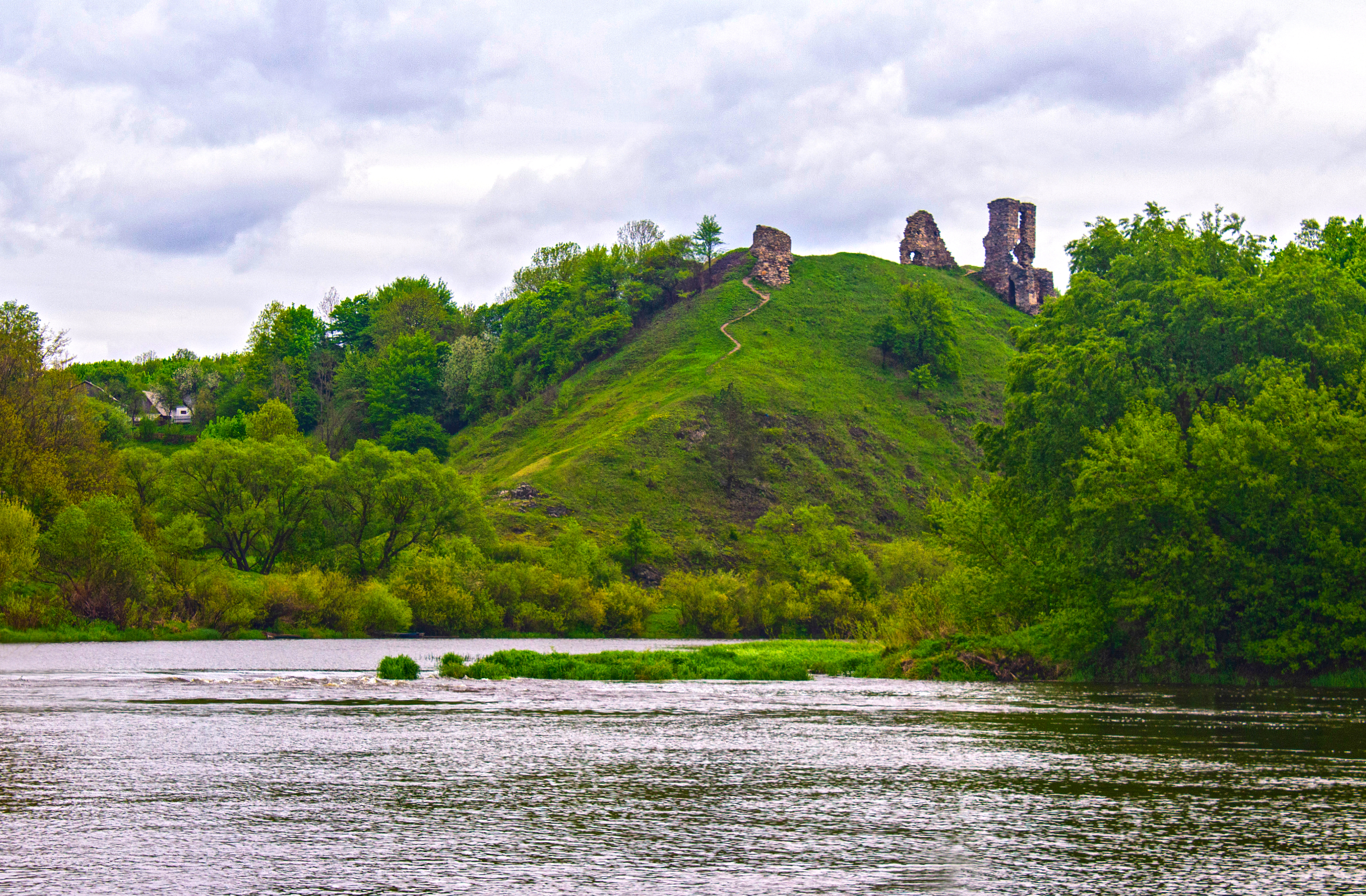
Ruin zamku

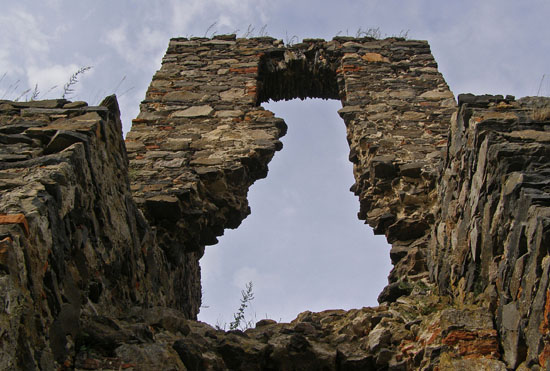
Ruin zamku w 2007

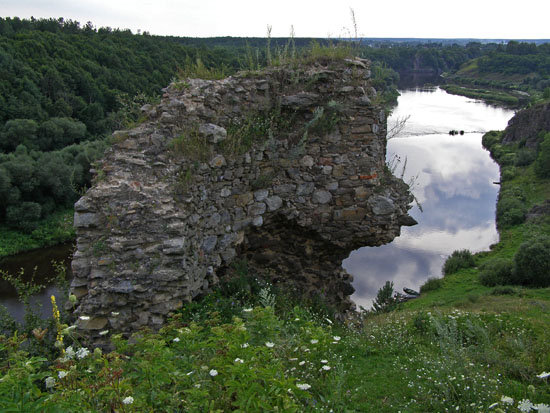
Widok z ruin zamku na Słucz

Za czasów Mikołaja Siemaszki zamek stał na dwóch przeciwległych górach, połączonych ze sobą mostem. Otoczony był murami obronnymi i basztami ze strzelnicami. Na dziedzińcu znajdowała się studnia a pod całymi zabudowaniami zamku ciągnęły się murowane lochy, które prawdopodobnie stanowiły przejście do rzeki. T. J. Stecki w 1879 r. tak pisze w Wieku o zwaliskach zamku: odłamy baszt, obwodowe mury, a w nich ślady strzelnic, wszystko tak dobrze zachowane, że nawet rozporządzenie komnat jeszcze gdzieniegdzie widoczne. Jedna baszta od wschodu najwznioślejsza, oba swe piętra zachowała, dachu tylko na niej brakuje. W ogólności ruiny te przedstawiają się niezmiernie efektownie i malowniczo. Pod koniec XIX w. stały jeszcze baszty i mury obronne, a także widoczne były pozostałości pomieszczeń mieszkalnych.